# Game On
Game On – Das C64 Spielemagazin auf Diskette wurde von der CP Computer Publications GmbH in Nürnberg veröffentlicht.

## Geschichte
Die Game On war neben der Magic Disk 64 das bekannteste monatliche deutschsprachige C64-Diskettenmagazin. Die 5 1⁄4 Zoll große Diskette war mit einem Menü mit Hintergrundmusik ausgestattet, mit welchem man sich die einzelnen Spiele ansehen und starten konnte. Das eigentliche Magazin befand sich auf der Diskette und musste auf einem C64 gestartet werden, um den Inhalt lesen zu können. Der Inhalt bestand meist aus Spieletests und Leserbriefen. Auf der zweiten Seite der Diskette wurden verschiedene Spiele und manchmal auch Szenedemos veröffentlicht. Erhältlich war die Game On bei Zeitschriftenhändlern, Kiosken und im Abonnement zu einem Preis von 7,90 DM.
Die Game On ist direkt aus der Magic Disk 64 entstanden und teilte sich mit dieser auch über lange Zeit das Menüsystem. Die Game On war dabei so etwas wie die Spieleversion der Magic Disk 64, welche hauptsächlich auf Programmierer und Anwender abzielte. Die erste Game-On-Ausgabe war Mitte Oktober 1988 in den Regalen der Händler zu finden und wurde von da an monatlich veröffentlicht. Ab Ausgabe 1/94 verlor die Game On ihre Eigenständigkeit und wurde zusammen mit der Magic Disk 64 als Diskettenbeilage zur Amiga- und PC-Spielezeitschrift Play Time verkauft. Eingestellt wurde die Game On zusammen mit der Magic Disk 64 mit der Ausgabe 7/95. Dies geschah ohne Vorankündigung, die letzte Ausgabe 7/95 enthielt noch die Vorschau auf eine weitere Ausgabe, welche aber nie erschien. Danach erschien noch eine Zeitschrift namens Magic Disk Classic, welche im Gegensatz zur Game On/Magic Disk 64 jedoch eine gedruckte Zeitschrift mit Diskettenbeilage war. Von der Magic Disk Classic gab es nur wenige Ausgaben (8/95 bis 1/96). Sie ging dann in der Zeitschrift 64’er auf.